# 索尼音樂 (香港)
新力音樂 (香港)，是一家香港唱片公司，成立於1979年，前身為CBS/新力唱片，又稱哥倫比亞唱片，1997年重新命名為新力唱片，2004年索尼唱片與BMG合併，命名為SonyBMG。

## 歌手列表（1979－2004）

### 男
- 蔡楓華（1981年－1989年）1989年退出歌壇
- 郭小霖（1986年－1990年）1990年退出歌壇
- 陸家俊（1991年－1994年）1994年退出歌壇
- 蔡興麟（1991年－1994年）1994年退出歌壇
- 張智霖（1994年－1997年）1997年粵語唱片約轉到百代唱片，國語唱片約轉到滾石唱片
- 劉愷威（1995年－1998年）1998年退出歌壇
- 何家勁（1983年－1987年）1987年轉到寶麗金唱片
- 黎明（1998年－2003年）2004年與商人林建岳合資創立A Music並成為旗下藝人
- 孫耀威（2002年－2004年）代理發行，製作公司為動能音樂，2004年轉到新亞洲娛樂集團，2006年轉到正東唱片
- 周永恆（2000年－2001年）2001年解約
- 張武孝（1980年－1985年）1985年退出歌壇
- 歐陽德勛（1990年）1990年退出歌壇
- 李中希（1996年）1996年退出歌壇
- 徐偉賢（2004年）和約轉到索尼博德曼
- 藍奕邦（2004年－2006年）2008年轉到東亞唱片

### 女
- 林志美（1982年－1988年）1988年解約
- 劉美君（1993年－1996年）1996年轉到滾石唱片，2008年轉到新藝寶唱片
- 陳秀雯（1983年－1987年）1987年退出歌壇，1996年轉到寶麗金唱片
- 甄楚倩（1987年－1990年）1990年轉到新藝寶唱片
- 徐小鳳（1978年－1982年）1988年轉到寶麗金唱片
- 彭家麗（1989年－1996年，2014 - ）1996年退出歌壇，2013重回香港索尼音樂娛樂。
- 林憶蓮（1985年－1988年）1988年轉到華納唱片，2005年轉到金牌娛樂
- 甄妮（1984年－1989年）1990年退出歌壇
- 李玟（1996年－2004年）和約轉到索尼博德曼，2007年轉到大國大熊星娛樂，2012年自設CL Production並轉投環球唱片
- 盧巧音（1999年－2004年）和約轉到索尼博德曼，2007年轉到維高文化
- 彭羚（1999年－2002年）2002年退出歌壇
- 王秀琳（2000年－2002年）2002年解約
- 吳倩蓮（1994年－1996年)1996年轉到百代唱片
- 陳雅倫（1993年－1994年）黃尚偉工作室為製作公司，1994年退出歌壇
- 何嘉麗（1985年－1987年)1987年轉到現代唱片

### 組合
- 六啤半（1980年－1986年）1986年解約